# Список пищевых добавок E200 — E299

## E200—E299
Пищевые добавки. Группа консервантов.

| Индекс | Название вещества                                              | Английское название                                                                             |
| ------ | -------------------------------------------------------------- | ----------------------------------------------------------------------------------------------- |
| E200   | Сорбиновая кислота                                             | Sorbic acid                                                                                     |
| E201   | Сорбат натрия                                                  | Sodium sorbate                                                                                  |
| E202   | Сорбат калия                                                   | Potassium sorbate                                                                               |
| E203   | Сорбат кальция                                                 | Calcium sorbate                                                                                 |
| E209   | Пара-гидроксибензойной кислоты гептиловый эфир                 | Heptylparaben (Heptyl p-hydroxybenzoate)                                                        |
| E210   | Бензойная кислота                                              | Benzoic acid                                                                                    |
| E211   | Бензоат натрия                                                 | Sodium benzoate                                                                                 |
| E212   | Бензоат калия                                                  | Potassium benzoate                                                                              |
| E213   | Бензоат кальция                                                | Calcium benzoate                                                                                |
| E214   | Этилпарабен (пара-гидроксибензойной кислоты этиловый эфир)     | Ethylparaben (ethyl para-hydroxybenzoate)                                                       |
| E215   | Пара-гидроксибензойной кислоты этилового эфира натриевая соль  | Sodium ethyl para-hydroxybenzoate                                                               |
| E216   | Пропилпарабен (пара-оксибензойной кислоты пропиловый эфир)     | Propylparaben (propyl para-oxybenzoate)                                                         |
| E217   | Пара-оксибензойной кислоты пропилового эфира натриевая соль    | Sodium propyl para-oxybenzoate                                                                  |
| E218   | Метилпарабен (пара-гидроксибензойной кислоты метиловый эфир)   | Methylparaben (methyl para-hydroxybenzoate)                                                     |
| E219   | Пара-гидроксибензойной кислоты метилового эфира натриевая соль | Sodium methylparaben (Sodium methyl para-hydroxybenzoate)                                       |
| E220   | Диоксид серы                                                   | Sulfur dioxide                                                                                  |
| E221   | Сульфит натрия                                                 | Sodium sulfite                                                                                  |
| E222   | Гидросульфит натрия                                            | Sodium bisulfite (sodium hydrogen sulphite)                                                     |
| E223   | Пиросульфит натрия (метабисульфит)                             | Sodium metabisulfite                                                                            |
| E224   | Пиросульфит калия                                              | Potassium metabisulfite                                                                         |
| E225   | Сульфит калия                                                  | Potassium sulfite                                                                               |
| E226   | Сульфит кальция                                                | Calcium sulfite                                                                                 |
| E227   | Гидросульфит кальция                                           | Calcium bisulfite                                                                               |
| E228   | Гидросульфит калия (бисульфит калия)                           | Potassium bisulfite                                                                             |
| E230   | Дифенил (бифенил)                                              | Biphenyl (diphenyl)                                                                             |
| E231   | Ортофенилфенол                                                 | 2-Phenylphenol (orthophenyl phenol)                                                             |
| E232   | Ортофенилфенола натриевая соль                                 | Sodium orthophenyl phenol                                                                       |
| E233   | Тиабендазол                                                    | Tiabendazole                                                                                    |
| E234   | Низин                                                          | Nisin                                                                                           |
| E235   | Натамицин (пимарицин)                                          | Natamycin (pimaricin)                                                                           |
| E236   | Муравьиная кислота                                             | Formic acid                                                                                     |
| E237   | Формиат натрия                                                 | Sodium formate                                                                                  |
| E238   | Формиат кальция                                                | Calcium formate                                                                                 |
| E239   | Гексаметилентетрамин (гексамин)                                | Hexamine                                                                                        |
| E240   | Формальдегид                                                   | Formaldehyde                                                                                    |
| E241   | Гваяковая камедь                                               | Gum guaicum                                                                                     |
| E242   | Диметилдикарбонат                                              | Dimethyl dicarbonate                                                                            |
| E243   | Диэтилпирокарбонат                                             | Diethylpyrocarbonate                                                                            |
| E249   | Нитрит калия                                                   | Potassium nitrite                                                                               |
| E250   | Нитрит натрия                                                  | Sodium nitrite                                                                                  |
| E251   | Нитрат натрия                                                  | Sodium nitrate                                                                                  |
| E252   | Нитрат калия                                                   | Potassium nitrate                                                                               |
| E260   | Уксусная кислота                                               | Acetic acid                                                                                     |
| E261   | Ацетаты калия: (i) Ацетат калия (ii) Диацетат калия            | Potassium acetates: (i) Potassium acetate (ii) Potassium diacetate (potassium hydrogen acetate) |
| E262   | Ацетаты натрия: (i) Ацетат натрия (ii) Диацетат натрия         | Sodium acetates: (i) Sodium acetate (ii) Sodium diacetate (sodium hydrogen acetate)             |
| E263   | Ацетат кальция                                                 | Calcium acetate                                                                                 |
| E264   | Ацетат аммония                                                 | Ammonium acetate                                                                                |
| E265   | Дегидроацетовая кислота                                        | Dehydroacetic acid                                                                              |
| E266   | Дегидроацетат натрия                                           | Sodium dehydroacetate                                                                           |
| E270   | Молочная кислота                                               | Lactic acid                                                                                     |
| E280   | Пропионовая кислота                                            | Propionic acid                                                                                  |
| E281   | Пропионат натрия                                               | Sodium propionate                                                                               |
| E282   | Пропионат кальция                                              | Calcium propionate                                                                              |
| E283   | Пропионат калия                                                | Potassium propionate                                                                            |
| E284   | Борная кислота                                                 | Boric acid                                                                                      |
| E285   | Тетраборат натрия (бура)                                       | Borax (sodium tetraborate)                                                                      |
| E290   | Диоксид углерода                                               | Carbon dioxide                                                                                  |
| E295   | Формиат аммония                                                | Ammonium formate                                                                                |
| E296   | Яблочная кислота                                               | Malic acid                                                                                      |
| E297   | Фумаровая кислота                                              | Fumaric acid                                                                                    |

| Обозначения | | | | | |
| Exxx        | Вещество не входит в список пищевых добавок, разрешённых к применению в пищевой промышленности в Российской Федерации (Приложение 1 к СанПиН 2.3.2.1293-03)                                                             | Вещество не входит в список пищевых добавок, разрешённых к применению в пищевой промышленности в Российской Федерации (Приложение 1 к СанПиН 2.3.2.1293-03)                                                             | Вещество не входит в список пищевых добавок, разрешённых к применению в пищевой промышленности в Российской Федерации (Приложение 1 к СанПиН 2.3.2.1293-03)                                                             | Вещество не входит в список пищевых добавок, разрешённых к применению в пищевой промышленности в Российской Федерации (Приложение 1 к СанПиН 2.3.2.1293-03)                                                             | Вещество не входит в список пищевых добавок, разрешённых к применению в пищевой промышленности в Российской Федерации (Приложение 1 к СанПиН 2.3.2.1293-03)                                                             |
| Exxx        | Вещество входило в список пищевых добавок, допустимых к применению в пищевой промышленности Российской Федерации в период с 2003 года по 1 августа 2008 года (СанПиН 2.3.2.2364-08)                                     | Вещество входило в список пищевых добавок, допустимых к применению в пищевой промышленности Российской Федерации в период с 2003 года по 1 августа 2008 года (СанПиН 2.3.2.2364-08)                                     | Вещество входило в список пищевых добавок, допустимых к применению в пищевой промышленности Российской Федерации в период с 2003 года по 1 августа 2008 года (СанПиН 2.3.2.2364-08)                                     | Вещество входило в список пищевых добавок, допустимых к применению в пищевой промышленности Российской Федерации в период с 2003 года по 1 августа 2008 года (СанПиН 2.3.2.2364-08)                                     | Вещество входило в список пищевых добавок, допустимых к применению в пищевой промышленности Российской Федерации в период с 2003 года по 1 августа 2008 года (СанПиН 2.3.2.2364-08)                                     |
| Exxx        | Вещество входит в список пищевых добавок, допустимых к применению в пищевой промышленности Российской Федерации в качестве вспомогательного средства для производства пищевой продукции (п.2.25.2 СанПиН 2.3.2.1293-03) | Вещество входит в список пищевых добавок, допустимых к применению в пищевой промышленности Российской Федерации в качестве вспомогательного средства для производства пищевой продукции (п.2.25.2 СанПиН 2.3.2.1293-03) | Вещество входит в список пищевых добавок, допустимых к применению в пищевой промышленности Российской Федерации в качестве вспомогательного средства для производства пищевой продукции (п.2.25.2 СанПиН 2.3.2.1293-03) | Вещество входит в список пищевых добавок, допустимых к применению в пищевой промышленности Российской Федерации в качестве вспомогательного средства для производства пищевой продукции (п.2.25.2 СанПиН 2.3.2.1293-03) | Вещество входит в список пищевых добавок, допустимых к применению в пищевой промышленности Российской Федерации в качестве вспомогательного средства для производства пищевой продукции (п.2.25.2 СанПиН 2.3.2.1293-03) |
| Exxx        | Вещество входит в список пищевых добавок, запрещённых к применению в пищевой промышленности других стран, но допустимых в Российской Федерации                                                                          | Вещество входит в список пищевых добавок, запрещённых к применению в пищевой промышленности других стран, но допустимых в Российской Федерации                                                                          | Вещество входит в список пищевых добавок, запрещённых к применению в пищевой промышленности других стран, но допустимых в Российской Федерации                                                                          | Вещество входит в список пищевых добавок, запрещённых к применению в пищевой промышленности других стран, но допустимых в Российской Федерации                                                                          | Вещество входит в список пищевых добавок, запрещённых к применению в пищевой промышленности других стран, но допустимых в Российской Федерации                                                                          |